# Michael Rüggeberg
Michael Rüggeberg (* 27. Dezember 1941 in Bad Aibling) ist ein deutscher Schauspielkomponist.

## Leben
Michael Rüggeberg studierte 1959 bis 1964 an der Musikhochschule in München Komposition bei Günter Bialas, Oboe bei Manfred Clement und Dirigieren bei Adolf Carl Jess Mennerich. 1962 wurde ihm das Richard-Strauss-Stipendium zuerkannt. Anschließend absolvierte er Studien für Film- und Theatermusik bei Mark Lothar. Nebenher war er als Oboist in Orchestern und als Solist tätig.
1969 wurde er als Assistent von Peter Fischer an die Münchner Kammerspiele engagiert und unterrichtete Schauspielgesang an der Otto-Falckenberg-Schule.
Als Gastkomponist war er an mehreren deutschen Bühnen tätig, am Hamburger Schauspielhaus, Thalia Theater Hamburg, Schillertheater Berlin, Düsseldorfer Schauspielhaus, Schauspiel Köln, Theater Bonn, Schauspielhaus Bochum, Staatstheater Kassel, Deutschen Theater Göttingen sowie am Burgtheater und am Theater in der Josefstadt in Wien und am Schauspielhaus Zürich.
Seit 1972 ist er Liedbegleiter von Helmuth Lohner und hatte mit ihm zahlreiche Auftritte bei den Salzburger Festspielen, den Wiener Festwochen, dem Prager Frühling und den Festtagen in Ostberlin. Tourneen führten ihn durch Österreich, Deutschland und die Schweiz.
Seit 1980 ist Rüggeberg freischaffender Künstler und siedelte nach Salzburg über, wo er ein elektronisches Musikstudio aufbaute und in der Folge mit Dieter Wedel und Bernd Fischerauer zusammenarbeitete und Kompositionen für Film und Fernsehen schuf. 1986–1996 erweiterte er sein Studio um ein digitales Mischpult mit Harddisk Recording und professionellem Computernotensatz.
1987 war er als Dirigent der Operette Orpheus in der Unterwelt mit einem Jahres-Gastvertrag am Theater Bonn engagiert, 1989 leitete er die Aufführungen der Operette La Périchole am Schillertheater Berlin und wurde mit dieser Produktion zum Edinburgh Festival eingeladen.
1989 wurde Rüggeberg freier Mitarbeiter des Musikverlages Max Hieber. In Kooperation mit dem Verleger und Produzenten Uli Seibert entstanden vor allem Noten-Buch- und Musikproduktion für die Jugend, wie Jugend liebt Musik, Helmut Lohner erzählt Opern, Karneval der Tiere und ab 1997 eine multimediale Instrumentenkunde. 2001 entstand für den Musikverlag Schott die Auftragskomposition Ein Haus voll Musik, eine Erzählung für Kinder mit viel Musik, die auch als CD erschien.
Seit 1994 ist er auch als Postproducer tätig, für den Bayerischen Rundfunk (Dr. Martin und Dr. Schwarz aus der Serie Ärzte). 1997/1998 absolvierte Rüggeberg eine Ausbildung zum Multimediaproducer am SAE Institute.
Ab 1997 war er mehrere Jahre eng mit dem Theater in der Josefstadt in Wien verbunden, wo er zuerst im Rahmen von Gastverträgen arbeitete und ab 2004 als musikalischer Leiter Die Dreigroschenoper sowie Produktionen von Herbert Föttinger, wie Mein Nestroy und Das vierte Gebot begleitete.
2005 komponierte Rüggeberg die Bühnenmusik zu Der eingebildete Kranke am Düsseldorfer Schauspielhaus in der Regie von Helmut Lohner.
Seit 2007 ist er wieder freischaffender Künstler. Ab dem 13. Januar 2011 lief seine Produktion Campiello im Theater in der Josefstadt in Wien.
2013 lief seine Produktion "Musenmusik für 1-10 Hackbretter". Die Aufführung fand in der Bruckneruniversität Linz statt.
2014 fand das von ihm komponierte Concertino für 4 Tenor Hackbretter wieder in der Bruckneruniversität Linz statt.
2015 erfolgte ebenfalls in der Bruckneruniversität in Linz das von ihm komponierte Konzert für Tenorhackbrett und Streichorchester.
2016 lief das Projekt Odyssee für zwei Tenor Hackbretter und Elektro Akustik ebenfalls an der Bruckneruniversität in Linz.

## Werke (Auswahl)
Kompositionen für die Bühne
- Kolportage. Kammerspiele München
- Macbett. Kammerspiele München
- Mein Freund Harvey. Thaliatheater Hamburg
- Tag für Tag. Kammerspiele München
- Oedipus. Kammerspiele München
- Halpern & Johnson von Lionel Goldstein Kammerspielen in Wien (2008)
- Der blaue Engel Theater in der Josefstadt in Wien (2009)

CDs und Bücher
- Dormire. Esoterische Musik für therapeutische Zwecke
- Haus voll Musik. Buch und CD
- Max und Moritz. CD für Kinder
- Serafin Violin. CD für Kinder
- Instrumentenkunde. 3 CD-ROMs

## Filmografie
- 1975: Change
- 1975: Die neuen Leiden des jungen W.
- 1976: MitGift
- 1982: Der Westen leuchtet!, Spielfilm
- 1982: Schwarz Rot Gold, Fernsehserie, 1 Folge
- 1982: Zeichen und Wunder
- 1983: Die Frau ohne Körper und der Projektionist
- 1984: Der Mann, der keine Autos mochte, Fernsehserie (ZDF)
- 1984: I muß gehn
- 1986: Kampf der Tiger
- 1989: Der Atem
- 1990: Regina auf den Stufen, Fernsehserie (ZDF)
- 1993: Der Salzbaron, Fernsehserie (ORF und BR)
- 1993: Der Mann im Mond
- 1993: Red, Fernsehfilm (BR)
- 1995: Sau sticht
- 1995: Knallhart daneben, Fernsehfilm
- 1995: Mein Opa ist der Beste
- 1996: Stockinger, Fernsehserie (ORF und SAT 1)
- 1997: Haus der Vergeltung

## Preise
- 1967: Preis der Stadt Stuttgart
- 1968: Förderpreis der Stadt München
- 1971: Bayerischer Staatspreis
- 1999: Deutscher Musikeditionspreis für „Instrumentenkunde“